# Gonatocerus flagellatus
Gonatocerus flagellatus är en stekelart som beskrevs av Huber 1988. Gonatocerus flagellatus ingår i släktet Gonatocerus och familjen dvärgsteklar. Inga underarter finns listade i Catalogue of Life.